# إراحة الأرض

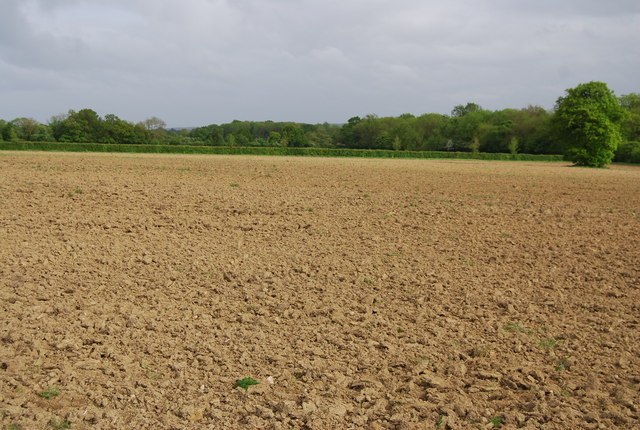
أرض محروثة بَوَار

الإِبَارة(ملاحظة 1) أو إراحة الأرض أو أرض بور (وتُسمَّى تلك الأرض البَوار أو المُراحة) هي تقنية زراعية تُترك فيها الأراضي الصالحة للزراعة دون بذر لدورة نباتية واحدة أو أكثر. الهدف من الإراحة هو السماح للأرض باستعادة المواد العضوية وتخزينها مع الاحتفاظ بالرطوبة وتعطيل دورات حياة الآفات ومسببات الأمراض عن طريق إزالة عوائلها مؤقتًا. تدعم أنظمة تعاقب الزروع عادة ترك بعض الحقول دون بذر و إراحة واحد منها كل عام.
أدت الزيادة في الزراعة المكثفة بما في ذلك استخدام محاصيل التعطية وتناسي إراحة الأرض إلى فقدان مساحات الأراضي البور وذلك بالإضافة إلى نقص هوامش الحقول والتحوطات والأراضي القاحلة. وقد أدى ذلك إلى انخفاض التنوع الحيوي . فالأراضي المُراحة هي الموطن الأساسي لمجموعات الطيور في الأراضي الزراعية.

## متلازمة البَوار أو الأرض المُراحة
تحدث متلازمة الأرض المُراحة عندما لا يحصل ويمتص المحصول كمية كافية من المغذيات بسبب نقص الفطريات الجذرية الشجرية في التربة بعد فترة الإراحة. لذلك لا ينبغي أن تتبع محاصيل تتأثر بهذه المتلازمة مثل الذرة إراحة الأرض ولكن يجب بدلاً من ذلك أن تتبع محاصيل التغطية الذي يعد مضيفًا الفطريات الجذرية الشجرية مثل الشوفان أو محاصيل الحبوب الصغيرة الأخرى. يمكن أن يقلل وجود أي جذور نباتية بما في ذلك الأعشاب الضارة من حدوث متلازمة البوار. تُزرع الحقول الزراعية في الوقت الحاضر بمحاصيل التغطية زراعة دورية لمنع التعرية والحت والحفاظ على الأعشاب وتوفير السماد الأخضر وتقليل مخاطر متلازمة البوار.

## أنظر أيضا
- زراعة الأراضي الجافة
- تعاقب الزروع
- زرع مباشر
- الزراعة المتحركة
- شميتا

## هوامش
- ملاحظة 1: الإبارة مولدة من أبار الشيء أي أكسده، فالأرض هي البَوار.